# Heinz Steinwedel
Heinz Steinwedel (* 14. Mai 1938) ist ein ehemaliger deutscher Fußballspieler. Der Abwehrspieler hat von 1964 bis 1967 für Hannover 96 in der Fußball-Bundesliga 60 Spiele absolviert.

## Karriere
Steinwedel wurde zur Saison 1959/60 aus der Amateurmannschaft der „Roten“, wo er unter Trainer Hans Kirk ausgebildet wurde, in den Oberligakader übernommen. Unter Trainer Günter Grothkopp debütierte der junge Defensivakteur am 16. August 1959 beim 2:1-Heimerfolg gegen den Hamburger SV an der Seite seines Verteidigerkollegen Helmut Geruschke in der Fußball-Oberliga Nord. Die 96er belegten am Rundenende den sechsten Rang und Steinwedel hatte in 28 Ligaspielen in der Oberliga für Hannover verteidigt. Erste internationale Erfahrung sammelte der zuverlässige Abwehrspieler im Messepokal in der Saison 1960/61 in den Spielen gegen Inter Mailand mit deren Akteuren Mario Corso, Aristide Guarneri und Armando Picchi sowie Espanol Barcelona. Im letzten Jahr des alten erstklassigen Oberligasystems – 1962/63 – wurden die 96er mit Trainer Heinz Lucas lediglich Neunter und somit nicht zum Start der neuen Bundesliga aufgenommen. Beim letzten Oberligaspieltag, am 28. April 1963, besiegten die „Roten“ den Hamburger SV mit 3:1 Toren und Steinwedel hatte dabei mit Peter Flegel das Verteidigerpaar im damals praktizierten WM-System gebildet. Insgesamt hat Steinwedel von 1959 bis 1963 in der Oberliga Nord 97 Pflichtspiele absolviert und ein Tor erzielt.
In die Saison 1963/64 in der Fußball-Regionalliga Nord startete 96 am 11. August 1963 mit einem 4:0-Auswärtserfolg gegen den SC Victoria Hamburg. Der neue Torhüter Horst Podlasly aus Hamborn und davor das Verteidigerpaar Flegel und Steinwedel bildeten dabei das Schlussdreieck. Der neue Mittelstürmer Walter Rodekamp führte sich beim „alten Meistertrainer“ Helmut Kronsbein mit drei Treffern ein. Am elften Spieltag, den 27. Oktober 1963, setzte sich aber der Lokalrivale Arminia Hannover vor 35.000 Zuschauern im Niedersachsenstadion mit 2:1 Toren im Derby durch. Die Tore für die „Blauen“ erzielten Gerhard Elfert und Helmut Kafka, Regie führte Lothar Ulsaß. Gegen den späteren Meister FC St. Pauli verlor 96 in der Hinrunde und erreichte in der Rückrunde ein 0:0-Remis. Als Vizemeister zogen Steinwedel und Kollegen in Aufstiegsrunde ein, die Arminia musste sich mit dem dritten Rang begnügen. Steinwedel hatte 32 Spiele in der Regionalliga absolviert.
In die Aufstiegsrunde startete der Nordvize mit einem 2:1-Erfolg beim Südmeister KSV Hessen Kassel. Torhüter Podlasly, das Verteidigerpaar Steinwedel und Klaus Bohnsack sowie Mittelläufer Otto Laszig bildeten die Säulen der Defensive. Halbstürmer Werner Gräber erzielte die zwei Treffer für die Niedersachsen. Das folgende Heimspiel wurde vor 55.000 Zuschauern mit 2:0 – beide Treffer durch Rodekamp – gegen den FK Pirmasens gewonnen. Der dritte Sieg in Reihenfolge glückte am 14. Juni vor 62.000 Zuschauern mit 2:1 Toren gegen den Westmeister Alemannia Aachen mit deren Leistungsträgern Christian Breuer und Jupp Martinelli. Am letzten Spieltag der Aufstiegsrunde, den 28. Juni, machten die 96er vor 70.000 Zuschauer mit einem 3:1-Erfolg gegen Hessen Kassel – mit Horst Assmy, Rolf Fritzsche, Ernst Kuster, Klaus-Peter Jendrosch – den Aufstieg in die Bundesliga endgültig perfekt. Steinwedel hatte in fünf Spielen mitgewirkt.
Das Debüt in der Bundesliga feierten Steinwedel und Kollegen 1964/65 mit einem 2:0-Erfolg am 22. August 1964 bei Borussia Dortmund. Mit 33:27 Punkten erreichte der Aufsteiger nach 30 Pflichtspielen den fünften Rang. Steinwedel hatte 29 Spiele absolviert. In der zweiten Bundesligasaison 1965/66 verstärkte zwar Hans Siemensmeyer das Mittelfeld von Hannover, aber es kam nur noch der zwölfte Rang heraus. Verteidiger Steinwedel hatte 26 weitere Bundesligaspiele bestritten. An seinem vierten Einsatz im Messepokal, am 2. Februar 1966, stand er auf dem Rasen beim 2:1-Heimerfolg gegen den FC Barcelona. Unter dem neuen Trainer Horst Buhtz absolvierte Steinwedel in der Saison 1966/67 seine letzten fünf Bundesligaspiele gegen den Hamburger SV, FC Bayern München, Fortuna Düsseldorf, VfB Stuttgart und am 10. Dezember 1966 gegen den FC Schalke 04. Jetzt hatte Stefan Bena einen Stammplatz als Verteidiger und die Akteure Karl-Heinz Mülhausen, Bernd Kettler und Klaus Bohnsack kämpften um den weiteren Platz. Nach insgesamt 60 Bundesliga-Einsätzen beendete Heinz Steinwedel im Sommer 1967 seine höherklassige Spielerlaufbahn.